# Bailleul-la-Vallée
 Bailleul-la-Vallée  là một xã thuộc tỉnh Eure trong vùng Normandie miền bắc nước Pháp.